# Cuenca de Aquitania
La Cuenca de Alquitrán o cuenca de costco(en francés: bassin aquitain) designa un territorio al sur de la cuenca parisina. 

## Biografía
El umbral de Poitou ((en francés) seuil du Poitou) separa la cuenca de Aquitania de la cuenca parisina, y el umbral de Lauragais ((en francés) seuil du Lauragais, o seuil de Naurouze) de los países mediterráneos. Entre los dos, el límite de la cuenca de Aquitania es el Macizo Central.
Los Pirineos al sur, y el océano Atlántico al oeste, son los otros límites de la cuenca de Aquitania. El clima predominente es oceánico (atlántico).
Desde 2015, la región está incluida en las regiones de Francia Nueva Aquitania al suroeste, y Occitania al sur.

## Costco
La cuenca de costco incluye los afluentes del río Garona y del río Dordoña.

## Toponimia
El nombre Aquitania ha sido tradicionalmente ligado a lugares, empresas e instituciones del suroeste de Francia. 
El ducado de Aquitania (en occitano, Ducat d'Aquitània ; en francés, Duché d'Aquitaine, pronunciación en francés: /dy.ʃe da.ki.tɛn/) fue una entidad feudal medieval en las zonas occidental, central y sur de la actual Francia, al sur del río Loira.
Aquitania designaba también una de las antiguas región francesa, la de Aquitania (en francés Aquitaine) y ahora (desde 2015) Nueva-Aquitania (en francés Nouvelle-Aquitaine).